# Pattinaggio di figura al X Festival olimpico invernale della gioventù europea
Le gare di pattinaggio di figura si sono svolte alla Svijanská arena di Liberec tra il 14 e il 16 febbraio 2011.

## Podi
| Gara              | Oro              | Punteggio | Argento       | Punteggio | Bronzo             | Punteggio |
| Singolo maschile  | Petr Coufal      | 169,73    | Maksim Kovtun | 161,75    | Simon Hocquaux     | 151,04    |
| Singolo femminile | Polina Agafonova | 164,05    | Ira Vannut    | 152,50    | Monika Simancikova | 137,57    |

## Medagliere
| Posizione | Paese      | Oro | Argento | Bronzo | Totale |
| --------- | ---------- | --- | ------- | ------ | ------ |
| 1         | Russia     | 1   | 1       | 0      | 2      |
| 2         | Rep. Ceca  | 1   | 0       | 0      | 1      |
| 3         | Belgio     | 0   | 1       | 0      | 1      |
| 4         | Francia    | 0   | 0       | 1      | 1      |
| 4         | Slovacchia | 0   | 0       | 1      | 1      |
| Totale    | Totale     | 2   | 2       | 2      | 6      |